# Керстенецька сільська рада
Керстене́цька сільська́ ра́да — колишня адміністративно-територіальна одиниця та орган місцевого самоврядування в Хотинському районі Чернівецької області. Адміністративний центр — село Керстенці.

## Загальні відомості
- Населення ради: 1 448 осіб (станом на 2001 рік)

## Населені пункти
Сільській раді були підпорядковані населені пункти:
- с. Керстенці

## Склад ради
Рада складалася з 16 депутатів та голови.
- Голова ради: Харкавчук Василь Михайлович
- Секретар ради: Жеребна Марія Костянтинівна

### Керівний склад попередніх скликань
| Прізвище, ім'я, по батькові | Основні відомості                                                                                  | Дата обрання | Дата звільнення |
| --------------------------- | -------------------------------------------------------------------------------------------------- | ------------ | --------------- |
| Харкавчук Василь Михайлович | Сільський голова, 1954 року народження, освіта вища, член Всеукраїнського об'єднання «Батьківщина» | 26.03.2006   | 31.10.2010      |
| Харкавчук Василь Михайлович | Сільський голова, 1954 року народження, освіта вища, безпартійний                                  | 31.10.2010   |                 |

Примітка: таблиця складена за даними сайту Верховної Ради України

### Депутати
За результатами місцевих виборів 2010 року депутатами ради стали:

#### За суб'єктами висування
| Суб'єкт висування           | Кількість обраних депутатів | %    |
| --------------------------- | --------------------------- | ---- |
| Партія регіонів             | 8                           | 50   |
| Самовисування               | 6                           | 37,5 |
| Комуністична партія України | 2                           | 12,5 |

#### За округами
| № округу                    | Прізвище, ім'я, по батькові       | Дата визнання обраним | Освіта             | Партійна приналежність | Відомості про обраного депутата                  |
| --------------------------- | --------------------------------- | --------------------- | ------------------ | ---------------------- | ------------------------------------------------ |
| Комуністична партія України |                                   |                       |                    |                        |                                                  |
| 13                          | Каркавчук Євдокія Григорівна      | 31.10.2010            | середня спеціальна | позапартійна           | пенсіонер                                        |
| 15                          | Гусакова Євдокія Василівна        | 31.10.2010            | середня спеціальна | позапартійна           | магазин, продавець                               |
| Партія регіонів             |                                   |                       |                    |                        |                                                  |
| 1                           | Проскурняк Вікторія Олександрівна | 31.10.2010            | середня спеціальна | позапартійна           | Керстенецька сільська рада, соціальний працівник |
| 3                           | Жеребна Марія Костянтинівна       | 31.10.2010            | середня спеціальна | позапартійна           | Керстенецька сільська рада, секретар             |
| 4                           | Морля Вадим Анатолійович          | 31.10.2010            | середня спеціальна | позапартійний          | тимчасово не працює                              |
| 5                           | Морля Віталій Анатолійович        | 31.10.2010            | середня спеціальна | позапартійний          | тимчасово не працює                              |
| 9                           | Буцин В'ячеслав Васильович        | 31.10.2010            | середня спеціальна | позапартійний          | тимчасово не працює                              |
| 11                          | Гусаков Євген Миколайович         | 31.10.2010            | середня спеціальна | позапартійний          | пенсіонер                                        |
| 14                          | Мельничук Наталя Дмитрівна        | 31.10.2010            | середня спеціальна | позапартійна           |                                                  |
| 16                          | Проскурняк Сергій Васильович      | 31.10.2010            | середня спеціальна | позапартійний          | тимчасово не працює                              |
| Самовисування               |                                   |                       |                    |                        |                                                  |
| 2                           | Бекер Анжела Василівна            | 31.10.2010            | середня спеціальна | позапартійна           | Керстенецька сільська рада, бухгалтер            |
| 6                           | Снігур Іван Валентинович          | 31.10.2010            | середня спеціальна | позапартійний          | тимчасово не працює                              |
| 7                           | Романко Василь Федорович          | 31.10.2010            | середня спеціальна | позапартійний          | тимчасово не працює                              |
| 8                           | Романко Григорій Федорович        | 31.10.2010            | середня спеціальна | позапартійний          | тимчасово не працює                              |
| 10                          | Гой Віктор Васильович             | 31.10.2010            | середня спеціальна | позапартійний          | тимчасово не працює                              |
| 12                          | Турецький В'ячеслав Іванович      | 31.10.2010            | середня спеціальна | позапартійний          | тимчасово не працює                              |